# Олимпијска заклетва
Олимпијска заклетва је заклетва коју полажу по један спортиста у име свих такмичара и један судија у име свих судија на церемонији отварања Олимпијских игара. Заклетва спортиста је први пут уведена на Олимпијским играма у Антверпену 1920, и од тада је стандардно у програму, а заклетва судија је на Зимским олимпијским играма у Сапору 1972. Заклетву изговарају један одабрани спортиста и један судија из реда домаћина Игара.
Олимпијска заклетва спортиста гласи: У име свих такмичара, обећавам да ћемо учествовати у овим Олимпијским играма, поштујући и спроводећи правила која владају њима, дајући себе спорту без допинга и дроге, у истинском спортском духу, за славу спорта и част наших екипа.
Олимпијска заклетва судија гласи: У име судијске организације и свих судија, обећавам да ћемо обављати своје задатке на овим Олимпијским играма потпуно непристрсано, поштујући и проводећи правила Такмичења, у истинском спортском духу.
Оригинални текст заклетве промењен је 1964. године. Спорт је стављен у први план, речи заклињем се, замењена је са обећавам, а на крају заклетве уместо речи „земља“ употребљен је термин „екипа“.
На тај начин МОК је желео да скрене пажњу спортистима и, можда још више, светским  државницима и владарима да олимпијска позорница не би требало да се користи као полигон за исправљање „историјских неправди“ или идеолошки рат. То, ипак, није донело било какву промену, а хладноратовску тенденцију да се олимпијски тријумфи искористе за промоцију сопственог система, заменила је жеља новостворених држава да свој идентитет потврде на олимпијској сцени.
Део који говори о допингу је додат на Играма у Сиднеју 2000.

## Списак полагача заклетве
У табели је дат списак спортиста, судија (од 1972) и тренера (од 2012) који су у име колега изговарали заклетву.
| Игре      | Такмичар                  | Спорт                 | Судија              | Спорт                 | Тренер     | Спорт |
| --------- | ------------------------- | --------------------- | ------------------- | --------------------- | ---------- | ----- |
| ОИ 1920.  | Виктор Буен               | мачевање              | -                   | -                     | -          | -     |
| ЗОИ 1924. | Камиј Мандријон           | скијање               | -                   | -                     | -          | -     |
| ОИ 1924.  | Жорж Андре                | атлетика              | -                   | -                     | -          | -     |
| ЗОИ 1928. | Ханс Ајенбенц             | скијање               | -                   | -                     | -          | -     |
| ОИ 1928.  | Хари Денис                | фудбал                | -                   | -                     | -          | -     |
| ЗОИ 1932. | Џон Шеа                   | -                     | -                   | -                     | -          | -     |
| ОИ 1932.  | Џорџ Калнан               | мачевање              | -                   | -                     | -          | -     |
| ЗОИ 1936. | Вилхелм Богнер            | скијање               | -                   | -                     | -          | -     |
| ОИ 1936.  | Рудолх Исмаир             | дизање тегова         | -                   | -                     | -          | -     |
| ЗОИ 1948. | Рикарда Торијани          | хокеј                 | -                   | -                     | -          | -     |
| ОИ 1948.  | Доналд Финли              | атлетика              | -                   | -                     | -          | -     |
| ЗОИ 1952. | Торбјорн Фалкангер        | скокови               | -                   | -                     | -          | -     |
| ОИ 1952.  | Хеики Саволаинен          | гимнастика            | -                   | -                     | -          | -     |
| ЗОИ 1956. | Ђулијана Кенал-Минукоа    | скијање               | -                   | -                     | -          | -     |
| ОИ 1956.  | Џон Лендл Henri Saint Cyr | атлетика              | -                   | -                     | -          | -     |
| ЗОИ 1960. | Керол Хејс                | уметничко клизање     | -                   | -                     | -          | -     |
| ОИ 1960.  | Адолфо Консолини          | атлетика              | -                   | -                     | -          | -     |
| ЗОИ 1964. | Пол Асте                  | боб                   | -                   | -                     | -          | -     |
| ОИ 1964.  | Такаши Оно                | гимнастика            | -                   | -                     | -          | -     |
| ЗОИ 1968. | Лео Лакруа                | -                     | -                   | -                     | -          | -     |
| ОИ 1968.  | Пабло Гаридо              | атлетика              | -                   | -                     | -          | -     |
| ЗОИ 1972. | Кеичи Сузуки              | брзо клизање          | Фумио Асаки         | -                     | -          | -     |
| ОИ 1972.  | Хајди Шилер               | атлетика              | Хајнц Полај         | коњички спорт         | -          | -     |
| ЗОИ 1976. | Вернер Деле-Карт          | боб                   | Вили Кестингер      | нордијска комбинација | -          | -     |
| ОИ 1976.  | Пјер Сен Жан              | дизање тегова         | Морис Фаже          | атлетика              | -          | -     |
| ЗОИ 1980. | Ерик Хајден               | брзо клизање          | Тери Мекдермонт     | брзо клизање          | -          | -     |
| ОИ 1980.  | Николај Андријанов        | гимнастика            | Александар Медвед   | рвање                 | -          | -     |
| ЗОИ 1984. | Бојан Крижај              | алпско скијање        | Драган Перовић      | -                     | -          | -     |
| ОИ 1984.  | Едвин Мозис               | атлетика              | Шарон Вебер         | гимнастика            | -          | -     |
| ЗОИ 1988. | Пјер Харви                | крос контри           | Сузан Мороу-Френсис | уметничко клизање     | -          | -     |
| ОИ 1988.  | Хур Јае                   | кошарка               | Ли Хак-Рае          | џудо                  | -          | -     |
| ЗОИ 1992. | Суриа Бонали              | уметничко клизање     | Пијер Борне         | алпско скијање        | -          | -     |
| ОИ 1992.  | Луис Доресте Бланко       | једрење               | Еугени Асенсио      | фудбал                | -          | -     |
| ЗОИ 1994. | Вегард Улванг             | крос контри           | Карл Каринг         | уметничко клизање     | -          | -     |
| ОИ 1996.  | Тереза Едвардс            | кошарка               | Хоби Билингсли      | скокови у воду        | -          | -     |
| ЗОИ 1998. | Кенџи Огивара             | нордијска комбинација | Јунко Хирамацу      | уметничко клизање     | -          | -     |
| ОИ 2000.  | Рејчел Хокс               | хокеј                 | Питер Кер           | ватерполо             | -          | -     |
| ЗОИ 2002. | Џим Шеј                   | скелетон              | Ален Чрч            | алпско скијање        | -          | -     |
| ОИ 2004.  | Зое Димошаки              | пливање               | Лазарос Вореадис    | кошарка               | -          | -     |
| ЗОИ 2006. | Ђорђо Рока                | алпско скијање        | Фабио Бјанкети      | клизање               | -          | -     |
| ОИ 2008.  | Жанг Јининг               | стони тенис           | Хуанг Липинг        | гимнастика            | -          | -     |
| ЗОИ 2010. | Хејли Викенхајзер         | хокеј на леду         | Мишел Веро          | брзо клизање          | -          | -     |
| ОИ 2012.  | Сара Стивенсон            | теквондо              | Мик Баси            | бокс                  | Ерик Фарел | кану  |